# Sitio de Djibo
El sitio de Djibo es un asedio en curso de la capital de la provincia de Soum en el norte de Burkina Faso por parte de varias facciones de rebeldes yihadistas. La batalla comenzó en febrero de 2022 y forma parte de la insurgencia islamista en Burkina Faso.

## Fondo
Djibo es la capital de la provincia de Soum y originalmente fue uno de los centros de comercio de ganado más importantes del Sahel. Desde el inicio de la guerra en 2015, el área alrededor de Djibo fue un centro de actividad rebelde. A medida que los combates se intensificaron, la ciudad quedó cada vez más aislada por los rebeldes. Los funcionarios locales y las fuerzas de seguridad ya temían ataques constantes en 2019, y France24 describió a Djibo como «viviendo como si estuviera en estado de sitio». La inseguridad en la zona empeoró aún más a partir de noviembre de 2021.
A medida que las aldeas de la provincia de Soum quedaron más expuestas a los ataques rebeldes, muchas personas huyeron de las zonas rurales y buscaron seguridad en Djibo. En enero de 2022, las Fuerzas Armadas de Burkina Faso lanzaron la Operación Laabingol 1 y destruyeron varios campamentos insurgentes en el norte, principalmente en la provincia de Soum. En respuesta, los rebeldes intentaron atacar el 14º Regimiento Interarmas que tiene su base en Djibo.

## Bloqueo
El asedio comenzó el 16 o 17 de febrero de 2022. Las fuerzas yihadistas rodearon la ciudad, impidiendo que los lugareños salieran y que entraran suministros al asentamiento. Los rebeldes interceptaron autobuses de transporte público y camiones de mercancías entre Bourzanga y Namssiguia, informando a los conductores que serían ejecutados si alguno de ellos intentaba entrar en Djibo. También recorrieron pueblos alrededor de la ciudad y dijeron a los lugareños que se fueran en un plazo de tres días. Los asentamientos de Baagadoumba, Baama, Mandali, Sintaou, Firguindi, Djaw djaw, Baakoore, Senobaani e Inagani fueron abandonados y sus habitantes se trasladaron a Djibo, mientras que la población de Ganoua, Sè, Petelthioudi, Pilaadi y Simbè fueron tomadas como rehenes por yihadistas y se les prohibió la entrada a la ciudad. Por lo tanto, la población de la ciudad aumentó de 60.000 a 200.000-300.000 personas. Al obligar a gran parte de la población local a refugiarse en una zona muy confinada dentro de los límites de la ciudad, los rebeldes presionaron a las fuerzas de seguridad, destruyeron la economía local y dificultaron al gobierno el suministro de Dijbo.
Los rebeldes sitiadores pertenecen a varios grupos, incluidos Ansarul Islam y JNIM, vinculado a Al Qaeda. Los rebeldes mantienen el asedio emboscando periódicamente a los convoyes de suministros, minando las carreteras de acceso a la ciudad, erigiendo puestos de control y destruyendo la infraestructura hídrica local. A principios de marzo, la escasez de alimentos y agua ya estaba creando una "situación humanitaria terrible". La Fuerza Aérea de Burkina Faso bombardeó a yihadistas cerca de Djibo del 20 al 22 de marzo y, según se informa, mató a 53 personas. Por otro lado, los rebeldes atacaron la ciudad ese mismo mes, dañando las instalaciones de agua locales. Antes de retirarse, los asaltantes rebeldes supuestamente dijeron a los lugareños que infligirían una "muerte ucraniana" (en francés: "la mort ukrainienne") en la ciudad, en referencia al sitio de Mariúpol  de la invasión rusa de Ucrania que se desarrollaba paralelamente a los acontecimientos en la ciudad burkinesa.
En abril, la junta militar de Burkina Faso intentó organizar conversaciones con los rebeldes para levantar el asedio. El emir de Djibo Boubacari Dicko, sus asesores y otros dignatarios locales se reunieron con los comandantes de Ansarul Islam cerca de la ciudad, ya que los insurgentes preferían negociar con estos individuos en lugar de con funcionarios gubernamentales regulares. Ansarul Islam exigió que los habitantes de Djibo cerraran todos sus bares, detuvieran los arrestos y que los hombres se dejaran crecer la barba y usaran pantalones cortos de acuerdo con sus estándares de vestimenta islamistas. Además, se suponía que la ciudad se volvería neutral ante la insurgencia. El emir dijo a los rebeldes que estas demandas eran difíciles de cumplir, aunque él y los demás representantes lo intentarían mientras se levantara el asedio. A pesar de la vaguedad de esta respuesta, el líder de Ansarul Islam, Jafar Dicko, acordó aliviar el bloqueo de la ciudad por parte de su grupo los días 20 y 21 de abril. De este modo, las Fuerzas Armadas de Burkina Faso pudieron escoltar un convoy de 100 camiones de comida hasta Dijbo. Sin embargo, el acuerdo sólo involucraba a grupos no vinculados a Al Qaeda y a Estado Islámico; por lo tanto, las facciones rebeldes pertenecientes a estas organizaciones continuaron sus ataques en la zona. Además, según se informa, el ejército intentó impedir la libre circulación fuera de Djibo, por temor a que los lugareños antigubernamentales pudieran pasar alimentos de contrabando a los rebeldes sitiadores. Los abusos cometidos por el ejército y las milicias progubernamentales del VDP contra civiles en Djibo finalmente "hundieron el diálogo destinado a levantar el bloqueo de la ciudad". Cuando 20 civiles intentaron salir de Djibo, fueron asesinados por los VDP. Los milicianos del VDP, muchos de los cuales no eran locales, se oponían ferozmente a cualquier compromiso con los yihadistas.
En mayo, la ciudad volvió a quedar prácticamente aislada de la ayuda exterior y sufrió escasez de alimentos y agua. El 26 de mayo, un ataque aéreo de la Fuerza Aérea de Burkina Faso mató al comandante del JNIM Tidiane Djibrilou Dicko y a otros diez militantes cerca de Djibo. El 2 de junio, los rebeldes asaltaron la ciudad y bombardearon dos bases de las fuerzas de seguridad locales, matando a un soldado y cuatro VDP. Este ataque desmoralizó aún más a la población local, y cuando un convoy de comerciantes intentó salir de la ciudad hacia el sur, tanta gente intentó subirse a sus camiones para escapar de Djibo que el convoy tuvo que ser cancelado. En julio, los rebeldes volaron dos puentes hacia Djibo, obstaculizando aún más cualquier intento de abastecer la ciudad por tierra. A principios de agosto, un convoy militar que se dirigía a Djibo fue alcanzado por una bomba colocada al pie de la carretera, matando a 15 soldados. En ese momento, la mayoría de la gente en Djibo tenía acceso a una comida al día como máximo, y muchos habían comenzado a recurrir a comer hojas de árboles.
El 5 de septiembre, una bomba colocada al borde de una carretera alcanzó un convoy de suministros procedente de Bourzanga que intentaba llegar a Djibo; 35 personas murieron y decenas resultaron heridas. El 26 de septiembre, el JNIM tendió una emboscada a un convoy de suministros que se dirigía a Djibo. La emboscada mató a 26 soldados, 10 civiles y dejó 95 vehículos destruidos. Los oficiales burkineses solicitaron el apoyo de las fuerzas involucradas en la Operación Barkhane, y la Fuerza Aérea francesa intervino para salvar lo que quedaba del convoy asediado. Esta emboscada socavó aún más la confianza pública en el gobierno del presidente interino Paul-Henri Sandaogo Damiba, y posiblemente contribuyó a su derrocamiento el 30 de septiembre. A principios de octubre, Djibo se abastecía principalmente de vuelos humanitarios. El 24 de octubre, los insurgentes del JNIM atacaron la base del 14.º Regimiento Interarmas en Djibo, matando al menos a diez soldados e hiriendo a 40 más. Las fuerzas de seguridad declararon que los atacantes sufrieron 18 muertos. JNIM afirmó que también había liberado a 67 prisioneros durante la redada y capturado 400 "armas ligeras".
A principios de noviembre, miles de civiles habían huido de Djibo. Enfrentados a una hambruna masiva y ya sin creer que el gobierno pudiera romper el asedio, habían optado por arriesgarse a un viaje a través de las zonas controladas por los rebeldes. Un portavoz de un grupo de organizaciones de la sociedad civil de la provincia de Soum declaró que "la situación es catastrófica en Djibo", refiriéndose a que al menos 15 personas murieron de hambre en la ciudad en el mes de octubre. Mientras tanto, el nuevo presidente de Burkina Faso, Ibrahim Traoré, visitó Djibo y expresó su horror al ver "niños con piel en los huesos, ancianos que mueren de hambre, mujeres que ya no pueden amamantar porque no les queda nada en el pecho". También aprovechó la ocasión para elogiar al 14º Regimiento Interarmas por su papel en la defensa de Djibo. Ese mismo mes, soldados del ejército y milicianos del VDP supuestamente atacaron aldeas cercanas a Djibo y mataron a civiles locales, lo que dio lugar a pedidos de una investigación por parte de la Oficina del Alto Comisionado de las Naciones Unidas para los Derechos Humanos.
En diciembre, 370.000 personas seguían sitiadas en Djibo, y los civiles locales se veían obligados a vivir en gran medida del consumo de hojas silvestres. Muchos tuvieron que pasar hambre regularmente durante varios días antes de recibir paquetes de alimentos del gobierno o de las ONG. En ese momento, los suministros de alimentos llegaban casi exclusivamente a la ciudad a través de un puente aéreo organizado por el Programa Mundial de Alimentos de las Naciones Unidas. En este punto, el gobierno de Burkina Faso se volvió cada vez más crítico con ciertas potencias extranjeras en relación con la insurgencia islamista, culpando a Francia de la situación y acusando a Barbara Manzi, representante de las Naciones Unidas para Burkina Faso, de cooperar con los rebeldes que asedian Djibo. En febrero de 2023, la junta exigió que todas las fuerzas francesas abandonaran el país; Posteriormente, Francia puso fin a su misión de apoyo militar. En cambio, el gobierno de Burkina Faso declaró su intención de buscar el apoyo de Rusia. Mientras tanto, las condiciones en Djibo continuaron deteriorándose. El 21 de marzo, un convoy de suministros protegido militarmente logró llegar a Djibo por primera vez desde noviembre; el convoy, compuesto por 74 camiones, transportaba no sólo una gran cantidad de alimentos, sino también suministros militares para el 14º Regimiento Interarmas.
A finales de junio, otro convoy llegó a Djibo para entregar suministros. Sin embargo, el convoy sufrió una emboscada en Namsiguia en su camino de regreso, lo que provocó la muerte de al menos 31 soldados y tres milicianos del VDP. Se informó de la desaparición de varios milicianos más, mientras que oficiales del ejército afirmaron que más de 40 atacantes habían muerto.

### Asalto de noviembre de 2023
El 26 de noviembre de 2023, un gran contingente de insurgentes del JNIM irrumpió en Djibo utilizando motocicletas y camionetas después de bombardear la zona primero. Más tarde, las fuerzas de seguridad afirmaron que la fuerza rebelde había incluido alrededor de 3.000 militantes que habían atacado en oleadas, comenzando alrededor de las 2:00 o 3:00 pm. Las fuerzas gubernamentales admitieron que los insurgentes del JNIM habían podido penetrar la base militar local y matar a varios soldados burkineses, aunque no se especificó el número. Según fuentes locales, los rebeldes invadieron completamente la base. En otras partes de la ciudad, combatientes del JNIM atacaron casas, campamentos y tiendas. Mataron al menos a 40 civiles e hirieron a 42 más. Los yihadistas quemaron 20 tiendas y tres sitios para desplazados.
El ataque duró unas tres horas y la mayoría de los rebeldes pronto comenzaron a retirarse, llevándose consigo mucho botín, incluidas armas, municiones e incluso vehículos blindados. A las 6:00 pm, la mayoría de los insurgentes habían abandonado Djibo; en ese momento, la Fuerza Aérea de Burkina Faso comenzó a atacar a los rebeldes. Según las fuerzas de seguridad, un contraataque de fuerzas terrestres ayudadas por la Fuerza Aérea expulsó a los insurgentes de la ciudad. Posteriormente, las fuerzas gubernamentales afirmaron que habían causado numerosas bajas a los yihadistas y lanzaron contraataques inmediatos; En general, el ejército afirmó que había matado a más de 400 rebeldes en Djibo y sus alrededores en el lapso de dos días. Después del ataque, Médicos Sin Fronteras atendió a los lugareños que habían resultado heridos durante los combates La situación general en la zona seguía siendo confusa, aunque los lugareños informaron que los militares habían retomado la base local.

## Reacciones
En respuesta al ataque de noviembre de 2023 durante el asedio, las Naciones Unidas condenaron el asesinato de decenas de civiles. En una declaración, el portavoz de la ONU, Seif Magango, dijo: "Los ataques contra civiles son imperdonables y deben cesar, y los responsables deben rendir cuentas tras investigaciones exhaustivas, imparciales e independientes por parte de las autoridades". Magango también reiteró que atacar deliberadamente a civiles y no combatientes es un crimen de guerra y pidió a todas las partes que respeten el derecho internacional humanitario.